# 小棘鯒
小棘鯒，為輻鰭魚綱鮋形目牛尾魚科的其中一種。分布於西印度洋區的紅海海域，屬底棲性魚類，喜砂泥質海底，以小魚、甲殼類為食。